# Gustav Thies
Gustav Thies, lub Gustav Thiess (ur. 5 września 1845 w Hanowerze, zm. 19 października 1918 w Oberlahnstein) – niemiecki aktor, reżyser i dyrektor teatru, powieściopisarz i autor sztuk teatralnych.

## Życiorys
Gustav Thies urodził się w stolicy Królestwa Hanoweru. Mając 20 lat w 1865, zadebiutował jako aktor teatralny w Rostocku, następnie występował między innymi w Miejskim Teatrze w Bremie i w Teatrze Nadwornym Księstwa Sachsen-Meiningen w mieście Meiningen, a także w swoim rodzinnym Hanowerze, jako członek dworskiego zespołu teatralnego w Królewskim Teatrze Nadwornym (Königlichen Hoftheater).
Następnie pracował w latach 1877–1893 w Kassel w tamtejszym teatrze operowym jako aktor, od 1885 także jako reżyser, a od 1891 jako główny reżyser.
Krótko przed przełomem wieku, udał się do Lucerny, gdzie w latach 1898–1902 prowadził tamże teatr miejski. Następnie wyjechał do Poznania i w latach 1902–1910 kierował Teatrem Miejskim w Poznaniu.
Zmarł 19 października 1918 w ostatnich dniach I wojny światowej w Oberlahnstein (obecnie część miasta Lahnstein) w kraju związkowym Nadrenia-Palatynat w Niemczech.